# 乗物による突入攻撃

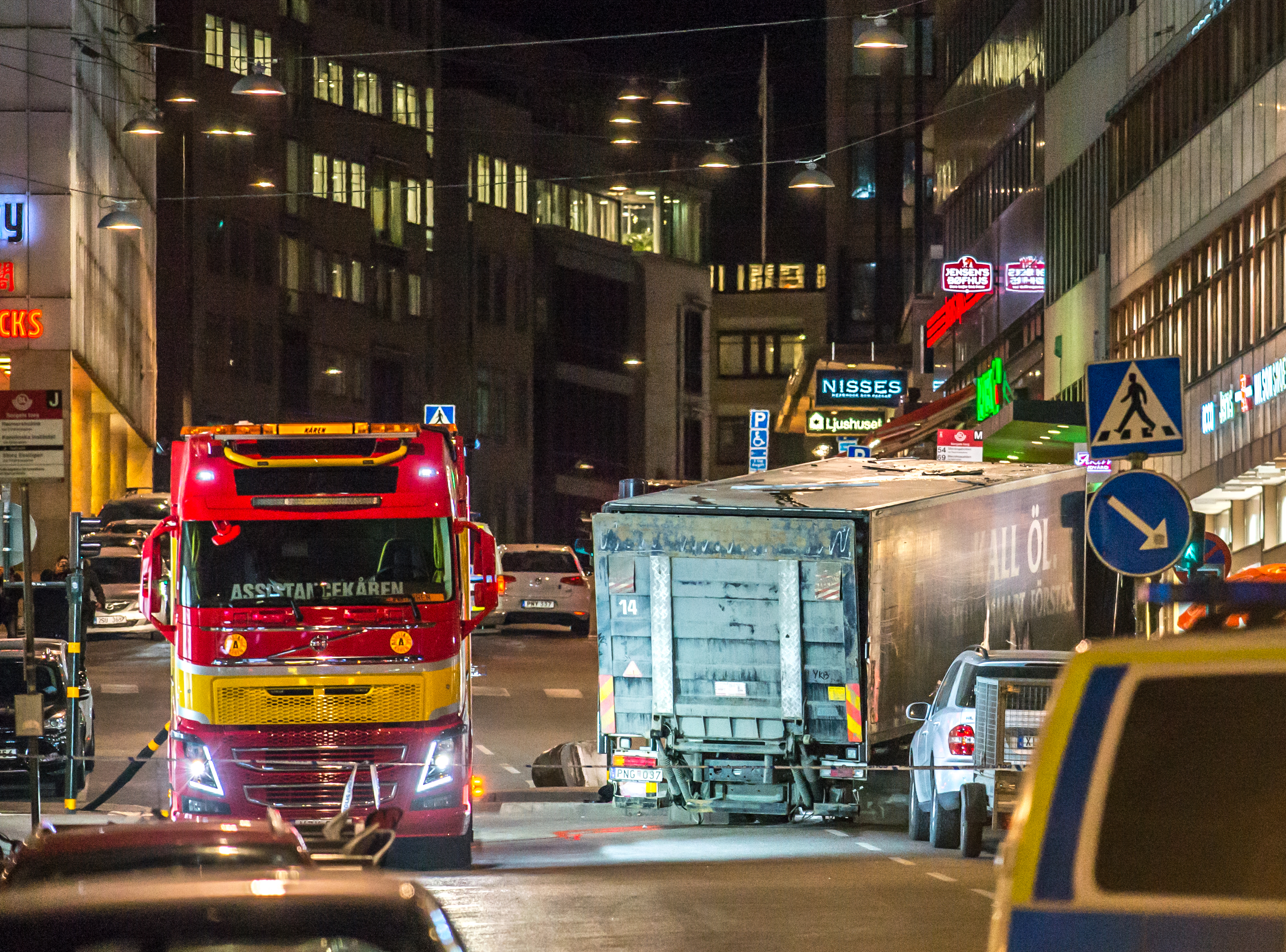
2017年ストックホルムトラックテロ事件では、車両突入攻撃で5名が死亡した。

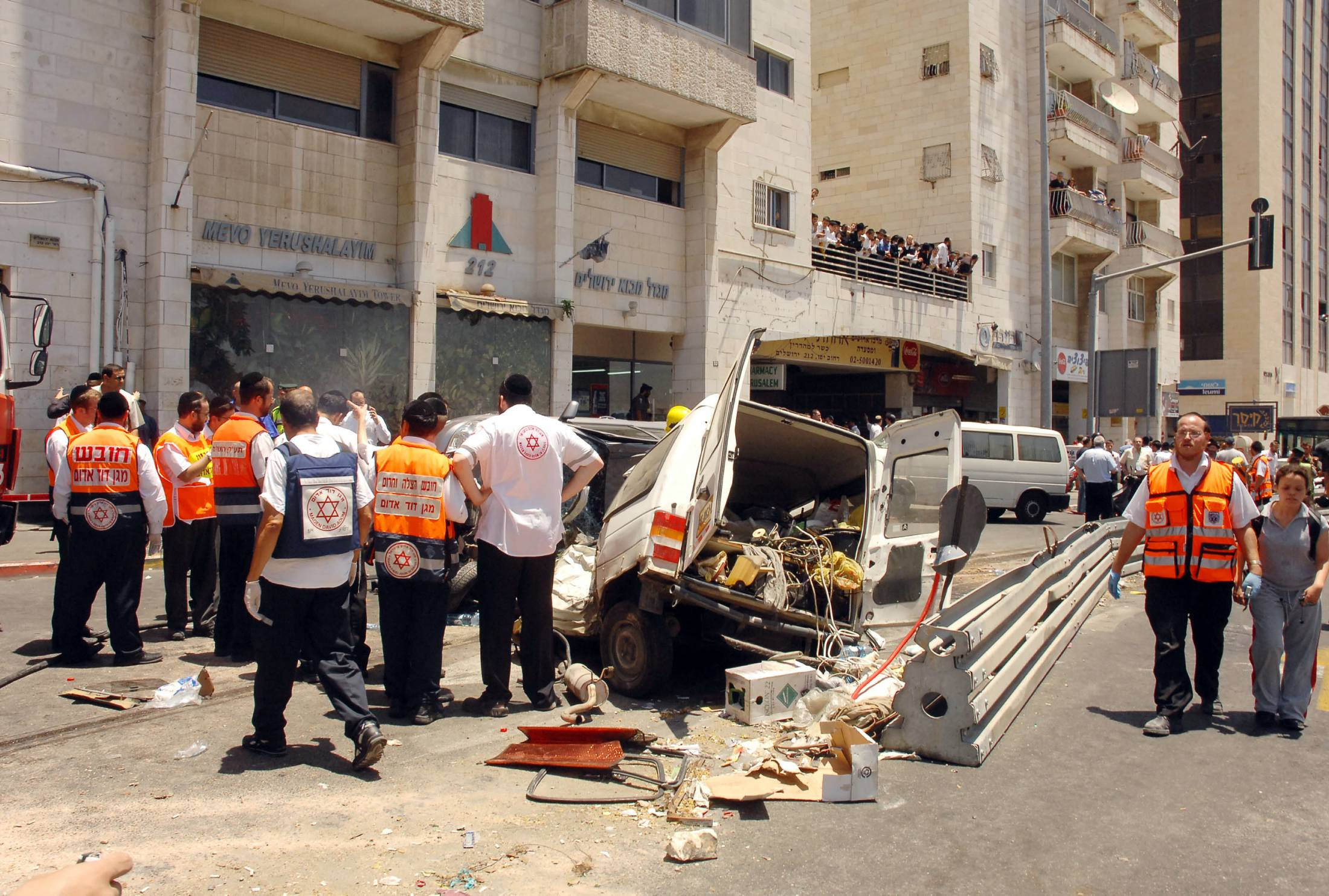
2008年にエルサレムで起こったブルドーザー突入攻撃では3名が死亡している。

乗物による突入攻撃（英語: vehicle-ramming attack）とは、犯人が意図的に乗物（多くの場合は自動車）を建物や群衆、別の乗り物などに突っ込ませることで行う襲撃を指す。よく知られている早い例としては、旧チェコスロバキアのプラハで1973年に発生した突入攻撃があり、オルガ・ヘプナロヴァが8名を殺害した。こうした攻撃は自爆テロに比べると殺傷力は低いが、より防ぐのが難しいと考えられている。
群衆に故意に車両で突っ込んでいく戦略はテロリストに用いられている。犯行を実施するのにあまり技術が必要ない一方で多数の犠牲者を出す可能性が高いため、2010年代に主要なテロ戦略となった。路上でドライバーが起こす暴力事件など、他の犯罪でも故意に車両で突入するという攻撃が行われることはある。故意による突入事件は、時として運転手の精神疾患のせいだと考えられることもある。サンカンタンファラビエでの襲撃のように、攻撃を計画する者が爆発物を用いる前に、鍵のかかった門を破って建物に侵入するため車両を用いることもある。

## 車両突入攻撃増加の理由
アメリカの連邦捜査局 (FBI)によると、この戦略は「爆発物や武器を利用しにくいテロリストでも、事前にごくわずかな訓練をするだけで、経験がなくとも車両突入により米国本土を攻撃する機会をつかめる」ため広く行われるようになった。民主主義防衛協会の反テロリズムの研究者ダヴィード・ガートナーシップ=ロスは『スレート』に、この戦略は「分離壁に比較的効果があり、国に爆弾を持ち込むのが難しくなっているため」イスラエルで発達したと述べた。2010年にアラビア半島のアルカーイダが出している英語版オンラインマガジン『インスパイア』はムジャーヒディーンに対し、「歩行者専用」の場所を選んだうえで「殺傷を最大にする」ために群衆に突っ込む前にスピードを上げるように促している。
車両突入攻撃は、イデオロギーに共感はしているが実際は特定の政治活動やグループと結びついて行動していないローンウルフテロリストにより実行されることもある。『デイリー・ビースト』でジェイコブ・シーゲルは、2014年にケベックのサン＝ジャン＝シュル＝リシュリューで起こった攻撃の犯人について、「この種のテロリストは将来、西洋でもっと見かけるようになるかもしれない」と示唆し、ランド研究所のブライアン・ジェンキンズに倣ってこの種のテロリストを「ローンウルフ」よりは「迷い犬」と呼び、こうした人々はイスラーム原理主義プロパガンダにさらされることによって「いきりたつ怒りから自発的に致命的な行動を起こすようになる」こともある「はぐれ者」だと特徴づけた。2014年のISILのプロパガンダビデオでは、フランスの同調者たちに車で一般市民を轢くよう促している。しかしながら、こうしたローンウルフテロリストは無知・無能ゆえにあまりたくさんの人を殺傷できないことも多く、これはせめてもの救いだと考える専門家もいる。
外交政策研究所で上級フェローをつとめているテロリズムの専門化クリント・ワッツは、西洋諸国の保安当局による監視が増強されたため、アルカーイダのようなグループが「攻撃前に計画や訓練をともに行う」旧式のモデルは「2005年頃に廃れた」とみている。ワッツによると、アメリカ出身のアルカーイダのイマームであるアンワル・アウラキがこの動きの中で重要な役割を果たした人物であり、英語話者に英語で直接呼びかけ、「自前でテロを行い、自国に留まる」よう促している。
イギリスのシンクタンクであるデモスの暴力過激派プログラム長であるジェイミー・バートレットは、「ここ数年、インターネットのせいでローンウルフテロリズムが起こったり、成功する見込みが増えており」、組織とつながりのない個人もイデオロギー的動機やテクニックを身につけるようになっていると述べた。西洋諸国の当局にとっては、2014年のサン＝ジャン＝シュル＝リシュリュー襲撃の犯人のように、カナダの警察が犯人を認識しており、パスポートを没収し、家族やコミュニティと協働して本人をジハードから遠ざけようとしていたような場合ですら、車両突入攻撃が防げないという困難がある。カナダ警察はこの理由について、「犯罪が行われる前に個人が何をたくらんでいるか正確に知るのは大変難しい。過激なことを考えているというだけで人を逮捕できない。カナダではこれは犯罪ではないからだ」と述べている。
車両突入攻撃は、時としてアメリカ合衆国で公道を封鎖する抗議活動参加者に対処する手段として提唱されることがある。2016年の1月と6月に、2名の警官がそれぞれ、ブラック・ライヴズ・マター集会に関してそうしたアドバイスをツイートして解雇されたが、ブラック・ライヴズ・マターは車による突破を受けたことがある。ノースダコタ州議員であるキース・ケンペニックが、義母がダコタアクセスパイプラインの抗議活動参加者に止められた後、活動家を偶然はねてしまった運転手には民事免責を行うという法案を通過させようとして失敗し、テネシー州上院議員ビル・ケトロンもある男が反ドナルド・トランプグループをはねてしまった後に同じような法を作ろうとして失敗した。2017年の白人至上主義者によるユナイト・ザ・ライト・ラリーでは反ファシズムの抗議活動をしていた者が車両突入攻撃で殺されたが、その後にFOXニュースやザ・デイリー・コーラーなどの保守派メディアはデモ隊を車で通り抜けるよう奨励するビデオを削除した。

## 予防策

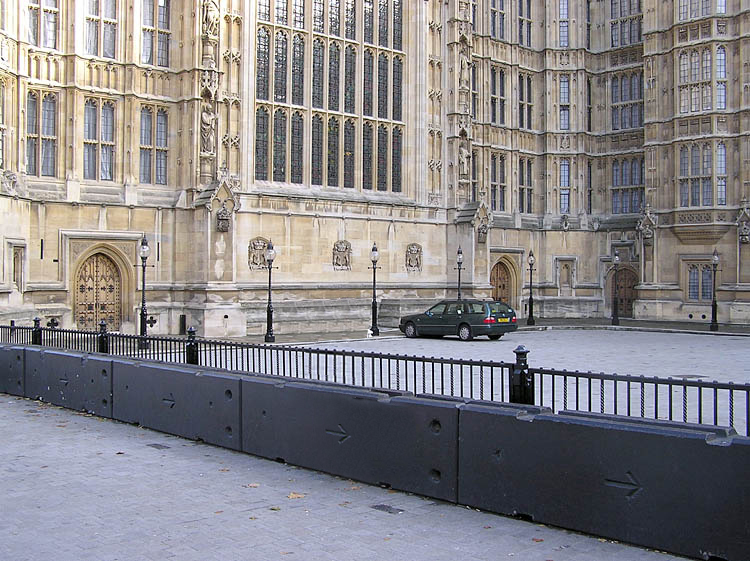
イギリス、ロンドンで英国議会があるウェストミンスター宮殿を守るため行われている防衛策。コンクリートの重いブロックは自動車爆弾や車両突入攻撃を防ぐためのものである。

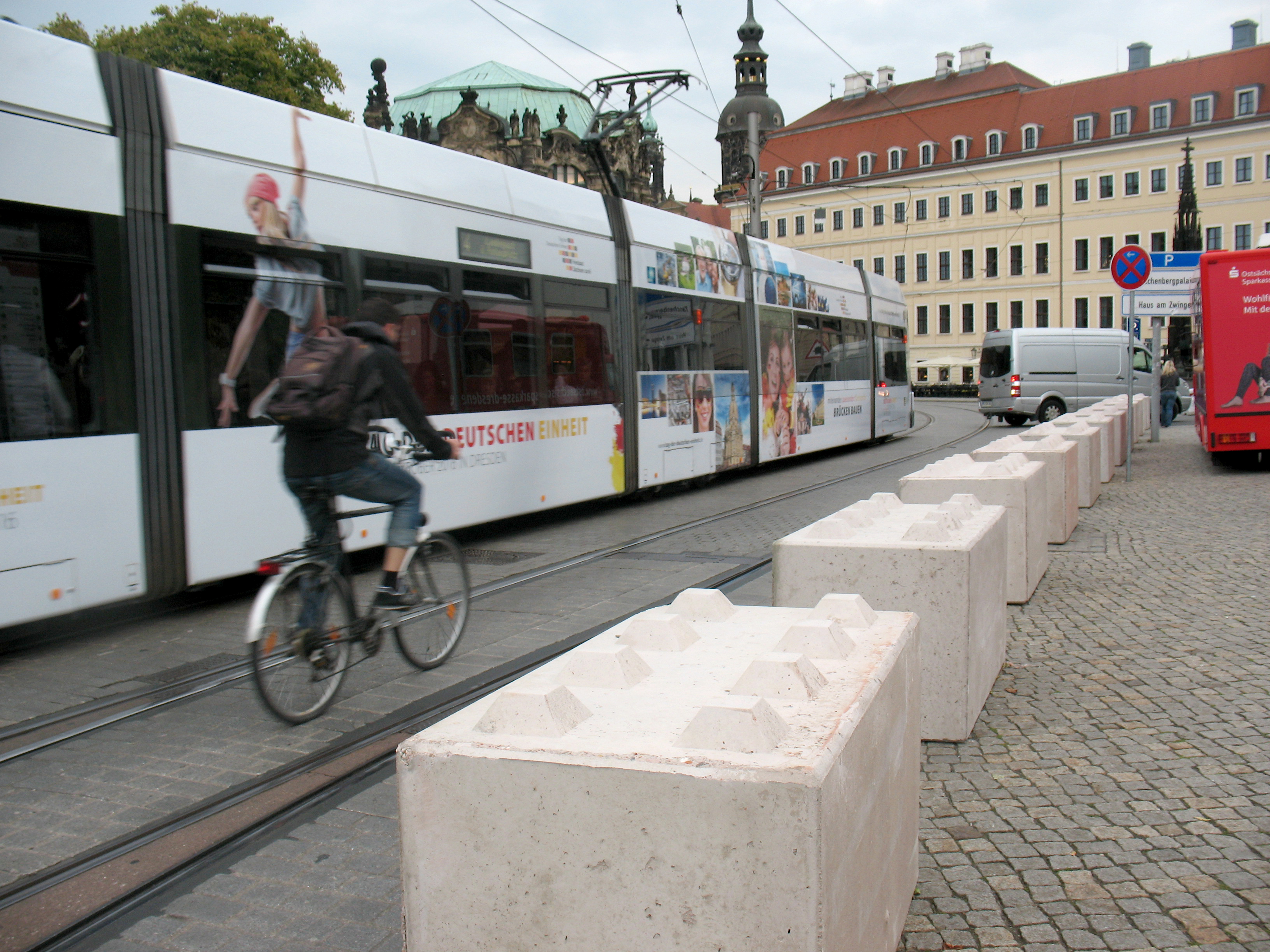
2016年のドイツ統一の日にドレスデン市の中心部に設置されたコンクリートブロック。

2014年10月23日、アメリカ国立建築科学研究所は、「ボラードに関する事故及び攻撃に耐えるモデル建築デザインガイドライン」を改訂したが、これは「財物に対する破壊活動を計画・実施したり、テロを煽ったり、一般民間人、産業労働者、軍人などに死をもたらそうとするような」車両運転者から施設を守るため、専門家がボラードを設計する際の助けになるように作られたガイドラインである。アメリカ法曹協会もボラードを車両突入攻撃に対して効果のある防御法としてすすめている。
保安用ボラードは2007年のグラスゴー空港襲撃事件で被害・死傷者を最小限にとどめるのに役立ったとされている。ボラードは2014年のアロン・シュヴット刺傷攻撃事件でも車両突入攻撃を防いでおり、攻撃を企んだ者はバス停留所で待っている歩行者をひき殺そうという計画が頓挫した後、車を捨ててナイフで人々に襲いかかった。しかしながら、ベルリン警察署長であるクラウス・カントは、ボラードがあっても2016年ベルリンのクリスマスマーケットにおける襲撃事件は防げなかったかもしれず、必要な保安対策は「場合によって違い、複雑で、万能策はない」と述べている。
ミュンスターは2016年のベルリン襲撃事件などヨーロッパの各都市で車両突入攻撃が起こったため、対応策として公共スペースに保安ボラードを設置する計画を立てている。守れるのは限られた場所だけだが、狭いカーブや幅がない道路も、障壁に到達する前に大きな車がスピードを出せないようにする効果がある。
インターネットに接続されたドライブ・バイ・ワイヤの車は遠隔でハッキングしてこうした攻撃に使える可能性がある。2015年にハッカーがジープを16キロメートル離れたところから遠隔でカージャックし、勝手に運転して溝に落とした。

## 主な乗物による突入攻撃
※年代順である。

### テロリズム
- 1976 児玉誉士夫邸セスナ機特攻事件（軽飛行機で児玉誉士夫の自宅に突入）
- 1981 レバノン、ベイルートのイラク大使館爆破事件 (ターゲットは歩行者ではなく、特定の建物に突入して爆破)
- 1983 レバノン、アメリカ大使館爆破事件 (1983年)
- 1983 レバノン、ベイルートバラック爆破事件 (建物に突入して爆破)
- 1987 スリランカ軍キャンプ爆破事件 (建物に突入して爆破)

- 1998 スリランカのダラダー・マーリガーワ寺院 (建物に突入して爆破)
- 1999 セルビア・モンテネグロ、イバル高速道路暗殺未遂事件
- 2001 9/11アメリカ同時多発テロ事件 （ハイジャックした旅客機で突入）
- 2001 イスラエルのアゾール攻撃 (主に兵士を殺傷)
- 2001 ジャンムー・カシミール州議会自動車爆弾事件 (建物を突破し、爆破と銃撃)
- 2002 フランス、リヨン車両襲撃事件 (車両突入、火事)
- 2006 ノースカロライナ大学SUV攻撃事件 (群衆突入)
- 2007 スコットランド、グラスゴー国際空港攻撃事件 (建物に突入後ガス爆発)
- 2008 エルサレムBMW攻撃事件 (車両と人に突っ込む)
- 2008 エルサレムブルドーザー攻撃事件 (人に突っ込む)
- 2011 テルアビブトラック攻撃事件 (車両と人に突っ込む)
- 2011 テルアビブナイトクラブ襲撃事件 (突入後、刺傷)
- 2013 ロンドン、リー・リグビー殺害事件 (突入後、刺傷)
- 2013 天安門広場自動車突入事件 (人に突っ込み、炎上)
- 2014 ウルムチ攻撃事件 (人に突っ込み、車から爆弾を投げる)
- 2014 エルサレムトラクター攻撃事件 (人とバスに突っ込む)
- 2014 カナダのサン＝ジャン＝シュル＝リシュリュー突入攻撃事件
- 2014 10月のエルサレム車両突入攻撃事件 (人に突っ込む)
- 2014 11月のエルサレム車両突入攻撃事件 (突入後、金属のバールで殴打)
- 2014 ヨルダン川西岸地区、アロン・シュヴット刺傷攻撃事件 (突入に失敗し、ナイフで襲撃)
- 2016 2016年ニーストラックテロ事件 (突入と銃撃で86名が死亡)
- 2016 オハイオ州立大学襲撃事件 (突入後、刺傷)
- 2016 2016年ベルリンのクリスマスマーケットにおける事件 (トラックの運転手を撃って車を盗み、群衆に突入して12名を殺害)
- 2017 エルサレムトラック攻撃事件 (人に突っ込み、4名死亡)
- 2017 2017年ロンドンテロ事件 (突入後に刺傷。犠牲者のうち数名はウェストミンスター橋からテムズ川に投げ出され、死者は5名)
- 2017 2017年ストックホルムトラックテロ事件 (人に突っ込み、5名死亡)
- 2017 2017年6月ロンドンテロ事件 (突入後に刺傷、8名死亡)[29]
- 2017 2017年ロンドン・フィンスベリー・パーク襲撃事件 (人に突っ込み、1名死亡)
- 2017 6月のシャンゼリゼ通り車両突入攻撃事件 (警察車両に突っ込み、襲撃者1名が死亡)
- 2017 パリのモスク襲撃事件 (ISISの攻撃に対する復讐のためクレテイユのモスクの前に群衆に車で突入しようとし、失敗[30])
- 2017 フランス、ルヴァロワ＝ペレでの襲撃 (兵士に突っ込み、死者なし)
- 2017 2017年バルセロナテロ攻撃事件 (大がかりな突入、刺傷、爆弾により16名死亡、152名が負傷)[31]

- 2017 ヴァージニア州シャーロッツヴィルのユナイト・ザ・ライト・ラリーにおける車両突入攻撃 (人に突っ込み、1名死亡、19名負傷)
- 2017 ニューヨークでのトラック攻撃 (自転車に突っ込み、8名死亡)[32]
- 2018 タジキスタンにおけるサイクリストに対するテロ攻撃 (自転車に突っ込み、刺傷)
- 2018 ロサンゼルスのハンコック・パークのシナゴーグ攻撃 (人に突っ込むが死者なし)[33]

### テロの疑いがあるもの
- 2017 カナダのエドモントン攻撃 (突入後刺傷、死者なし)[34]
- 2018 ロンドン、ウェストミンスターの車両突入 (歩行者と自転車に突っ込み、保安壁に衝突、死者なし)
- 2019 ボトロップとエッセンの車両攻撃 (人に突っ込み、8名負傷)
- 2020 エルサレムでイスラエル軍の兵士の集団に突入し、12名が軽症、1名が重症。

### テロ以外の攻撃
- 1953 エリアス・アントニオ事件 (シリア系の商人がリオデジャネイロのベント・リベイロでカーニバルの最中に車で突っ込み、1名死亡、29名負傷)[35][36][37][38][39][40]
- 1973 プラハでオルガ・ヘプナロヴァがトラックを用いて8名を殺害[41]
- 1980 ネバダ州リノで、プリシラ・フォードが1974年型リンカーン・コンチネンタルを暴走させ、6人を殺害、23人以上を負傷させた[42]。
- 1982 北京攻撃事件 (人に突っ込み、5名死亡、19名負傷)[43]
- 1995 サンディエゴ戦車暴走事件
- 1998 莆田市での26日間にわたる大量突入事件[44]
- 1999 安室奈美恵実母殺害事件 (車による突入と刺傷) [45]
- 1999 下関通り魔殺人事件 (車で駅に突入後、刺傷)[46]
- 2001 大連市攻撃事件 (人に突っ込み1名死亡、18名負傷)[47]
- 2001 深圳攻撃事件 (人に突っ込んで刺傷、8名死亡、4～7名負傷)[48]
- 2003 ストックホルム旧市街で精神疾患を抱えた人物が車両突入攻撃を行い、1名死亡、18名が負傷し、のちにもう1人病院で死亡[49]
- 2004 アメリカ、コロラド州グランビーのキルドーザー事件 (改造ブルドーザーで建物を破壊、犯人を除き死傷者なし)
- 2004 茨木市連続ひき逃げ事件 (人に突っ込み、2名死亡、3名負傷)
- 2005 4月の仙台アーケード街トラック暴走事件 (人に突っ込み、3名死亡、4名負傷)[50]
- 2005 12月の仙台アーケード暴走事件 (人に突っ込み、7名負傷)
- 2008 秋葉原通り魔事件 (人に突っ込み、刺傷、7名死亡、10人負傷)[51]
- 2010 鄭州市事件 (人に突っ込み、6名死亡、20名負傷[52]
- 2010 マツダ本社工場連続殺傷事件
- 2011 長沙市攻撃事件 (人に突っ込み、5名死亡、5名負傷)[53][54][55][56][57]
- 2012 張家界市攻撃事件 (人に突っ込み、6名死亡、9名負傷)[58][59][60]
- 2013 ロサンゼルスのヴェニスでの攻撃 (1名死亡)[61]
- 2014 ポーランドのソポト襲撃事件 (人に突っ込む)[62]
- 2015 濰坊市攻撃事件 (人に突っ込み、5名死亡、21名負傷)[63]
- 2016 ミシガン州カラマズーでのピックアップトラック突入事件 (自転車に乗っていた5名が死亡)[64]
- 2016 イギリスのスカンソープで運転手が怒って故意に歩行者をはねた事件[65]
- 2017 ベネズエラの抗議活動で保安当局や政府支持派が数回、反政府のデモ隊に突っ込む事件が発生[66][67][68][69][70]
- 2017 1月にメルボルンで起こった車両突入攻撃事件 (6名死亡、36名負傷) [71]
- 2017 ニューヨークのタイムズスクエアでの車両突入[72]
- 2017 ドイツのハイデルベルクで心を病んだ学生が車両突入攻撃[73][74]
- 2017 ドイツのミュルローゼで麻薬中毒者が祖母を刺殺した後、盗んだ車で逃走して警官2名をひき殺す事件[75]
- 2017 ベルギーのアントウェルペンで車両突入攻撃失敗[76]
- 2017 グアテマラシティで車が学生デモに突っ込む (1名死亡、13名負傷)[77]
- 2017 ユタ州サンディで車両突入と銃撃[78]
- 2017 靖江市車両攻撃事件 (人に突っ込み、4名死亡、9名負傷)[79][80][81][82]
- 2017 7月のヘルシンキ攻撃事件 (人に突っ込む)[83]
- 2017 8月のヘルシンキ車両突入攻撃未遂事件[84]
- 2017 フランスのセット＝ソール車両攻撃事件 (ピッツェリアに突っ込み、子供が1名死亡)[85]
- 2017 12月にオーストラリアのパースで起こった車両攻撃事件 (1名死亡、4名負傷、3名重体)[86]
- 2018 2月にオーストラリアのパースのサバーブであるマラルーで起こった車両攻撃事件 (2名負傷)[87]
- 2018 ミュンスター車両突入攻撃事件 (野外のカフェに突入、4名死亡、23名負傷、犯人は自殺)[88]
- 2018 トロント車両暴走事件[89]
- 2018 ノースカロライナ州ベッセマー・シティでの車両突入攻撃事件[90]
- 2018 煙台での攻撃事件 (人に突っ込む)
- 2018 柳州での攻撃事件 (人に突っ込み、刺傷、6名死亡、12名負傷)[91][92]
- 2018 寧波での攻撃事件 (人に突っ込み、刺傷、3名死亡、15名負傷)[93]
- 2018 ルーマニアのブライラにあるショッピングモールでドラッグを摂取した犯人が車両突入攻撃と刺傷[94]
- 2018 葫芦島市車両突入事件 (人に突っ込み、6名死亡、17名負傷)[95][96][97]
- 2019 東京、原宿での車暴走事件 (人に突っ込み、9名負傷)[98]
- 2020 三春町ひき逃げ殺人事件 (人に突っ込み、2名死亡)
- 2022 別府ひき逃げ事件
- 2024 珠海市スポーツセンター自動車暴走事件